# 鲁萨一世
魯薩一世(Rusa I，在位：公元前735-714年)是烏拉爾圖國王。自父親沙杜里二世國王手上繼承王位。他的名字有時被譯為魯薩斯或是魯沙。他在亞述人口中被稱為烏爾沙(Ursa，學者們推測這可能是這個名字更準確的發音)或是烏爾沙那(Urzana)。他的原名被認為是維牴派(Uedipri)。
魯薩一世建造了魯薩西尼利要塞(Rusa-hinili，魯薩之城)，現代的托普拉卡萊，坐落於現在東土耳其的凡省。
| 魯薩一世     |                        |
| 烏拉爾圖國王 |                        |
| 在位時期     | 公元前 735年-714年     |
| 前任         | 沙杜里二世             |
| 繼任         | 阿吉什提二世           |
|              |                        |
| 子嗣         | 梅拉圖亞，阿吉什提二世 |
| 父親         | 沙杜里二世             |
| 母親         | 蘇沙拉度               |

背景
在魯薩的王朝之前，他的父親，沙杜里二世早已將王國版圖擴張到安納托力亞的東南部，並且計畫趁亞述帝國虛弱的時期，從亞述人手上一點點奪回安納托利雅各地區。
在沙杜里二世後，對於王位的更替仍有不完全清楚的部分。因為研究證實了沙杜里三世的存在，所以魯薩也有可能是沙杜里三世的兒子。
在魯薩一世繼位後，亞述人開始持續不斷的對他發起戰爭。亞述國王提格拉特·毗列色三世(公元前745-727年)是一個強大的敵人，試圖擴張他的帝國。亞述人多次入侵烏拉爾圖，因此魯薩一世在位早期幾乎都在與亞述作戰。
根據亞述人的紀錄，魯薩最終重創了亞述人，說明白點，幾乎將亞述人軍隊全殲。大戰的時期並未明確記錄，但可以推定是在公元前734年至727年之間。
同一來源的亞述人紀錄中(SAA 19，72)，還報告了魯薩後續的軍事活動。烏拉爾圖國王與「埃蒂尼之地」的統治者之間發生了一場戰爭，烏拉爾圖人在這場戰爭中挫敗。
埃蒂尼山座落於庫德斯坦東部，沙瑪那塞爾三世的黑色方尖碑上提到了“阿魯尼和艾蒂尼之地”。
這些衝突對烏魯爾圖造成了嚴重的負擔，特別是經濟上的。在遭受挫折後，烏拉爾圖不得不將在薩杜里二世時期吞併的領土割讓給給提格拉特·毗列色三世，並被迫向亞述進貢。
薩爾貢二世戰役
主條目：烏拉爾圖-亞述戰役
提格拉特·毗列色三世死後，烏拉爾圖在沙爾曼納薩爾五世的時期蠢蠢欲動，但時間不長。薩爾貢二世很快在公元前772年上位，衍續了亞述對烏拉爾圖的警惕。他在公元前715年向烏拉爾圖宣戰，從而開啟了烏拉爾圖-亞述戰役。在擊敗烏拉爾圖的盟國曼尼亞王國後，亞述人開始向烏拉爾圖進軍。魯薩一世在這場戰役中慘敗，烏拉爾圖王國被亞述再次征服，並且被迫向亞述帝國繳納大量的年貢。魯薩一世也在此次戰役中，在加米爾落敗於入侵的西梅里安人。由於這些失敗，魯薩一世逃入古里尼亞山區，多數將軍和總督都不知道他的下落。
戰敗後，魯薩之子，梅拉圖亞若不是自己加冕為王繼承父親的王位，就是率領了一批反抗軍來反對他的父親。魯薩一世後來返回圖什帕，梅拉圖亞隨後被忠於父親的官員殺害。

公元前714年，魯薩一世自縊，以此對亞述人和西梅里亞人的戰敗負責。